# Billy Paul
Billy Paul (Philadelphia, 1 december 1934 – Blackwood, New Jersey, 24 april 2016) was een Amerikaans soulzanger.

## Loopbaan
Pauls liefde voor muziek begon met het draaien van de 78 toerenplaten van zijn ouders. Hij ontwikkelde zo een liefde voor de grote zangers en zangeressen in de jazz; onder anderen Billie Holiday was van grote invloed op hem. Hij volgde een muzikale opleiding en trad op in clubs en op universiteiten. Zijn groeiende populariteit leidde uiteindelijk tot optredens met Charlie Parker, Miles Davis, Dinah Washington, Nina Simone, Sammy Davis jr. en Roberta Flack. Zijn eerste single, bij Jubilee Records, verscheen in 1952.
Hij won een Grammy Award voor zijn zangprestaties in het nummer "Me and Mrs. Jones" uit 1972, geschreven door Kenny Gamble, Leon Huff en Cary Gilbert. Dat was ook zijn enige nummer 1-hit, tijdens de laatste drie weken van 1972.
Paul was vanaf 1967 getrouwd en had twee kinderen. Hij overleed aan alvleesklierkanker. Hij werd begraven in de West Laurel Hill Cemetery in Bala Cynwyd (Pennsylvania).

## Discografie

### Albums
| Album met eventuele hitnotering(en) in de Nederlandse Album Top 100 | Datum van verschijnen | Datum van binnenkomst | Hoogste positie | Aantal weken | Opmerkingen   |
| ------------------------------------------------------------------- | --------------------- | --------------------- | --------------- | ------------ | ------------- |
| Feelin' good at the Cadillac club                                   | 1968                  | -                     |                 |              |               |
| Ebony woman                                                         | 1970                  | -                     |                 |              |               |
| Going east                                                          | 1971                  | -                     |                 |              |               |
| 360 Degrees of Billy Paul                                           | 1972                  | -                     |                 |              |               |
| War of the Gods                                                     | 1973                  | -                     |                 |              |               |
| Live in Europe                                                      | 1974                  | -                     |                 |              | Livealbum     |
| Got my head on straight                                             | 1975                  | -                     |                 |              |               |
| When love is new                                                    | 1975                  | -                     |                 |              |               |
| Let 'em in                                                          | 1976                  | -                     |                 |              |               |
| Only the strong survive                                             | 1977                  | -                     |                 |              |               |
| First class                                                         | 1979                  | -                     |                 |              |               |
| Best of Billy Paul                                                  | 1980                  | -                     |                 |              | Verzamelalbum |
| Lately                                                              | 1985                  | -                     |                 |              |               |
| Wide open                                                           | 1988                  | -                     |                 |              |               |

### Singles
| Single met eventuele hitnotering(en) in de Nederlandse Top 40 | Datum van verschijnen | Datum van binnenkomst | Hoogste positie | Aantal weken | Opmerkingen                               |
| ------------------------------------------------------------- | --------------------- | --------------------- | --------------- | ------------ | ----------------------------------------- |
| Me and mrs. Jones                                             | 1972                  | 13-01-1973            | 9               | 8            | Nr. 10 in de Single Top 100 / Alarmschijf |
| Thanks for saving my life                                     | 1973                  | 19-01-1974            | 23              | 5            | Nr. 21 in de Single Top 100               |

| Single met hitnotering(en) in de Vlaamse Ultratop 50 | Datum van verschijnen | Datum van binnenkomst | Hoogste positie | Aantal weken | Opmerkingen                 |
| ---------------------------------------------------- | --------------------- | --------------------- | --------------- | ------------ | --------------------------- |
| Me and mrs. Jones                                    | 1973                  | -                     |                 |              | Nr. 16 in de Radio 2 Top 30 |
| Thanks for saving my life                            | 1974                  | -                     |                 |              | Nr. 18 in de Radio 2 Top 30 |
| Only the strong survive                              | 1978                  | -                     |                 |              | Nr. 29 in de Radio 2 Top 30 |

### NPO Radio 2 Top 2000
| Nummer met noteringen in de NPO Radio 2 Top 2000 | '99 | '00  | '01  | '02  | '03 | '04 | '05  | '06  | '07  | '08  | '09  | '10  | '11  | '12  | '13  | '14-'15 | '16  | '17  |
| ------------------------------------------------ | --- | ---- | ---- | ---- | --- | --- | ---- | ---- | ---- | ---- | ---- | ---- | ---- | ---- | ---- | ------- | ---- | ---- |
| Me and Mrs. Jones                                | 867 | 1037 | 1177 | 1255 | 658 | 945 | 1029 | 1376 | 1496 | 1142 | 1866 | 1243 | 1251 | 1575 | 1495 | -       | 1696 | 1954 |

1. ↑  Een '-' betekent dat het nummer niet was genoteerd en een vetgedrukt getal geeft de hoogste notering aan.
2. ↑  Deze tabel is bijgewerkt tot en met de laatste editie (2024).

- Biblioteca Nacional de España: XX1062620
- Bibliothèque nationale de France: cb139324052 (data)
- Gemeinsame Normdatei: 134481259
- International Standard Name Identifier: 0000 0000 5513 7304
- Library of Congress Control Number: n95012421
- MusicBrainz: 7e8a2d88-ebed-433c-9971-643a66834835
- Nationale Bibliotheek van Israël: 987007404949705171
- Nederlandse Thesaurus van Auteursnamen: 072197668
- Istituto Centrale per il Catalogo Unico: DDSV033319
- Système universitaire de documentation: 079000959
- Virtual International Authority File: 24790311
- WorldCat: E39PBJfRBRXrXXwvmGGKX7mTpP